# Língua suwawa
Suwawa é uma língua Filipina falada em Celebes Setentrional, Indonésia por cerca de 5 mil pessoas
Também é conhecida como Bonda, Bone, Bunda, Bune, Suvava e Toewawa..
A língua é mais falada no Município de mesmo nome, Regência de Bone Bolango. Está intimamente relacionado com a língua Mongondow.

## Escrita
A língua usa o alfabeto latino sem as letras, C, F, V, X, Z. Usam-se as formas Mb, Ng, Nt, Ngg.